# Caelia Macrina
Caelia Macrina war eine römische Frau, die um 150 n. Chr. in Tarracina lebte.
Im Jahr 150 n. Chr. hinterließ Caelia Macrina Geld für den Bau eines Gebäudes in Tarracina, Italien, und stiftete gleichzeitig einen Alimentarfonds (Geldzuschüsse für Lebensmittel) für 200 Kinder. Alimentäre Zuschüsse konnten entweder privat oder staatlich sein und waren üblicherweise für Jungen größer als für Mädchen. Der kürzere Zeitraum, in dem Mädchen Unterstützung erhielten, spiegelt ihr jüngeres Alter bei der Heirat wider (oft 13 oder 14 Jahre). Caelia folgte diesem Muster, war aber gegenüber Mädchen großzügiger als üblich. Die Unterstützung war dabei nicht für die Kinder direkt oder gar für Waisenkinder, sondern wurde als Kindergeld an die Eltern gegeben. Die unterschiedliche Höhe und Länge für Jungen und Mädchen stellte einen Anreiz für Eltern da, eine Tochter nur zur Unterstützung anzumelden, wenn sie keinen Sohn hatten, so dass in den überlieferten Aufzeichnung Jungen einen erheblichen höheren Anteil an der Förderung hatten.
An dem Gebäude, das Caelia Macrina stiftete, ist eine Inschrift erhalten:

„Caelia C. f. Ma[c]rin[a] ex [test]ament[o H]S C[CC] fieri iussit. In cuius ornatum | et tu[te]lam HS .. reIiq[u]id. Eadem in memoria[m] Macri fili sui Tarricinénsibus | HS |X| r[eli]quid, ut ex reditu eius pecuniae darentur cen[t]um pueris alimentor[u]m nomine sing. | mensib[us si]ng. pueris colonis X V, puellis colonis s[i]ng. in mens. sing. X IIII, pueris usq. ad annos XVI, puellis | [usq. ad] annos XIIII, ita ut semper C pueri C puellae per successiones accipiant.“

„Caelia Macrina, Tochter des Gaius, verfügte testamentarisch, dass 300.000 Sesterzen [für den Bau dieses Gebäudes] verwendet werden sollten. Sie hinterließ ... Sesterzen für die Verzierung und Instandhaltung. Dem Volk von Tarracina hinterließ sie zum Andenken an ihren Sohn Macrius 1.000.000 Sesterzen, damit die Einkünfte aus dem Geld an 100 Jungen [und 100 Mädchen] als alimenta gegeben werden; 5 Denare [= 20 Sesterzen] jeden Monat an jeden Jungen bis zum Alter von 16 Jahren, und ; 4 Denare [= 16 Sesterzen] jeden Monat an jedes Mädchen bis zum Alter von 14 Jahren, so dass immer 100 Jungen und 100 Mädchen nacheinander [die Zuwendung] erhalten.“

Judy Chicago widmete ihr eine Inschrift auf den dreieckigen Bodenfliesen des Heritage Floor ihrer 1974 bis 1979 entstandenen Installation The Dinner Party. Die mit dem Namen Caelia Macrina beschrifteten Porzellanfliesen sind dem Platz mit dem Gedeck für Marcella zugeordnet.